# Мошенничество в науке
Моше́нничество в нау́ке (нау́чное моше́нничество) (англ. Scientific misconduct, Scientific fraud, Research misconduct) — преднамеренный обман, который совершается учёными для получения незаслуженной, либо незаконной выгоды. Наиболее серьёзными разновидностями научного мошенничества являются плагиат и фальсификация данных.

## Основные разновидности научного мошенничества
Национальный научный фонд США выделяет три основных разновидности научного мошенничества:
- фабрикация данных — подделка данных или результатов исследования с их последующим опубликованием;
- фальсификация данных — манипулирование используемыми при проведении исследований материалами, оборудованием или процессами, а также изменение или замалчивание данных либо результатов исследований, ведущие к их искажению;
- плагиат — присвоение чужих идей, работ, результатов исследований или текстов без получения разрешения их авторов.

Джеймс Гудвин выделяет четыре разновидности преднамеренной фальсификации данных учёными:
- фабрикация данных, при которой их сбор учёными не выполняется совсем (наиболее экстремальная разновидность фальсификации);
- частичное сокрытие либо изменение данных, способствующее подтверждению выдвигаемых учёными гипотез;
- сбор учёными некоторого количества данных и привнесение недостающих данных для полноты картины;
- полное сокрытие результатов проводимых учёными исследований в случаях, когда полученные ими результаты расходятся с их ожиданиями.

## Распространённость
Относительно распространённости данного явления существуют разные мнения. Некоторые исследования показывают, что научное мошенничество встречается достаточно редко: так, к примерно 50 тыс. исследователей, финансировавшихся Национальными институтами здравоохранения США в 1982—1988 годах, ежегодно выдвигалось 10—15 обвинений в противоправных действиях. Согласно другому исследованию, проведённому в неназванном американском университете в 1987 году, около 30 % учёных когда-либо подозревали коллег в плагиате или фальсификации данных, но лишь около половины из них пытались проверить это или обратить внимание других коллег на ситуацию. В 2005 году в журнале Nature сообщалось о том, что 33 % опрошенных учёных, финансировавшихся Национальными институтами здравоохранения США, признались в нарушении норм научной этики.
Согласно опубликованным в 2009 году результатам метаанализа 18 публикаций о нарушениях научной этики (в основном в США и Великобритании и в основном в биомедицинских областях), выполненного Даниэле Фанелли, частота признаний в том, что учёный хотя бы однажды совершал фальсификацию или подгонку данных, колеблется от 0,3 % до 4,9 %, а истинная величина оценивается в 1,97 % (данная оценка должна приниматься с осторожностью, так как результаты исследований гетерогенны), а 9,54 % учёных (невзвешенное среднее по 6 работам) признались в совершении менее серьёзных нарушений. Оценки этих показателей, сделанные учёными в отношении своих коллег (по ответам на вопросы типа «Знаете ли вы лично хотя бы одного учёного, который…»), равны 14,12 % (взвешенное среднее) и 28,53 % (невзвешенное среднее), соответственно.
Хотя только 2 % учёных признались в собственном недобросовестном обращении с данными, в абсолютном выражении этот показатель выглядит более внушительно, поскольку учёные публикуют ежегодно около 2 миллионов статей. Научное мошенничество встречается даже в статьях, опубликованных в таких авторитетных изданиях, как The Lancet, Science и Nature.
Одними из самых сенсационных событий в научной среде за последние годы стали скандалы, спровоцированные действиями таких известных во всём мире учёных как южнокорейский биолог У Сук Хван, германский радиофизик Ян Хендрик Шён, американский иммунолог Люк Ван Парийс, американский биомедик Дон Пью Хан.
Академик РАН Е. Д. Свердлов обращает внимание на инцидент с японскими учёными из Центра биологии развития Института физико-химических исследований (RIKEN) (где он был научным руководителем), опубликовавшими в 2014 году в журнале Nature две статьи с изложением итогов опытов над зрелыми клетками мышей, подвергавшихся различному роду стрессовых воздействий, включая погружение в кислоту — метод, получивший известность под названием «получение плюрипотентности, вызванной стимулом» (англ. stimulus-triggered acquisition of pluripotency, STAP), в ходе которых ими был обнаружен новейший способ преобразования клеток в эмбриональноподобное (плюрипотентное) состояние. Данное исследование первоначально было высоко оценено мировым научным сообществом, поскольку являлось теоретическим и медицинским открытием и позволяло упростить получение стволовых клеток, необходимых для пересадки. Однако в дальнейшем в ходе внутреннего расследования RIKEN было обнаружено, что Харуко Обокато, являвшаяся ключевым лицом в группе исследователей, совершила крупный подлог с фотографиями и рисунками. Следствием этого стал отзыв публикаций и самоубийство научного руководителя исследования Ёсики Сасаи, решившегося на это, чтобы сохранить лицо.

## В России
В 2008 году коллектив газеты «Троицкий вариант» во главе с М. С. Гельфандом проверил на качество рецензирования входивший в список ВАК «Журнал научных публикаций аспирантов и докторантов», отправив на рассмотрение редакции от имени несуществующего человека квазинаучную статью «Корчеватель: Алгоритм типичной унификации точек доступа и избыточности», в действительности написанную программой-генератором квазинаучных англоязычных текстов, переведённой машинным переводчиком.
Существует некоммерческое объединение учёных, занимающееся проверкой диссертаций и монографий на плагиат и подтасовку данных — «Вольное сетевое сообщество Диссернет». С начала его существования по 2015 год неприемлемый по мнению экспертов объединения уровень заимствований был обнаружен во многих сотнях проверенных работ, так, по проанализированным к концу 2015 года диссертационным работам, защищённым в период 2000—2015 года по экономике и юриспруденции, таких работ оказалось 3,2 %. Данные шумные разоблачения получили название «Диссергейт», по аналогии с «Уотергейтом».
При Президиуме РАН работают Комиссия по борьбе с лженаукой и Комиссия по противодействию фальсификации научных исследований. В числе их задач — борьба с проявлениями научного мошенничества, такими, например, как так называемый Петрикгейт.